# Сьонай (Ямаґата)

38°50′59″ пн. ш. 139°54′17″ сх. д. / 38.84972° пн. ш. 139.90472° сх. д.
Сьо́най (яп. 庄内町, しょうないまち, МФА: [ɕoːnai̯ mat͡ɕi̥]) — містечко в Японії, в повіті Хіґасі-Таґава префектури Ямаґата. Станом на 1 жовтня 2008 площа містечка становила 249,26 км². Станом на 1 січня 2009 населення містечка становило 23 765 осіб.